# Fernanda Melchor
Fernanda Melchor (Boca del Río, 3 de junio de 1982) es una escritora y traductora mexicana, conocida en el ámbito internacional por su novela Temporada de huracanes. Su escritura retrata historias atravesadas por la violencia y sus consecuencias en la vida de las personas en México.

## Trayectoria
Estudió periodismo en la Universidad Veracruzana (UV), donde fue coordinadora de Comunicación Universitaria en el campus Veracruz-Boca del Río. Es maestra en Estética y Arte por la Benemérita Universidad Autónoma de Puebla.
Ha colaborado en medios como La Palabra y el Hombre, Excélsior, Replicante, Revista de Literatura Mexicana Contemporánea, Milenio semanal, Vice Latinoamérica, GQ Latinoamérica, Vanity Fair Latinoamérica, Le Monde Diplomatique y El Malpensante.
En 2013 publicó dos libros: el volumen de crónicas Aquí no es Miami y Falsa liebre, su primera novela. La segunda, Temporada de huracanes, la consolidó como escritora y le dio reconocimiento internacional. Con ella fue finalista del Premio International Booker 2020.
En entrevistas, Melchor ha manifestado sobre su estilo de escritura que cada proyecto literario la desafía a encontrar un lenguaje propio, y lo captura de la manera en que ella busca que sus lectores se sientan capturados también por la historia. Su literatura se posiciona entre la literatura y el periodismo.

## Obras

### Novelas
- Falsa liebre (2013)
- Temporada de huracanes (2017), nominada al Premio International Booker 2020[6]
- Páradais (2021)

### Crónicas
- Aquí no es Miami (2013)

### Traducciones
- Circunstancias atenuantes, de David Lida, Tusquets Editores, 2016.
- El informe rojo, de William Ryan, Océano, 2016.
- La casa en Mango Street, Sandra Cisneros, Vintage Español, 2022.
- La línea se convierte en río, de Francisco Cantú, Vintage Español, 2018.
- Las madres, de Brit Benett, Océano, 2017.
- Los conspiradores, de Un-Su Kim, Océano, 2019.
- Marinero raso, de Francisco Goldman, Océano, 2017.
- Mestizas, de Affinity Konar, Océano, 2017.
- Monseñor Quijote, de Graham Greene, Océano, 2016.

## Premios
- Ganadora del Primer Certamen de Ensayo sobre linchamiento 2002 convocado por la Comisión Nacional de Derechos Humanos.
- Ganadora del Virtuality literario Casa de Letras 2007 de la Universidad Nacional Autónoma de México.
- Premio Estatal de Periodismo 2009 de la Fundación de Periodismo Rubén Pabello Acosta.[11]
- Premio Nacional de Crónica Dolores Guerrero, 2011.[12]
- Pen Club a la excelencia periodística y literaria 2018[13] por su obra Aquí no es Miami, un libro de relatos y crónicas sobre las situaciones generadas por la guerra contra el narcotráfico en el puerto de Veracruz.
- Premio Anna Seghers, 2019.[14]
- Premio Internacional de Literatura 2019, Casa de las Culturas del Mundo, Berlín.[15]
- Finalista del Premio International Booker 2020 por la obra Temporada de huracanes.[16]

## Cine y televisión
Melchor participó como guionista en  la serie de televisión de Netflix Somos (2021), junto a James Schamus y Monika Revilla. La serie está basada en la historia real de la masacre de Allende perpetrada por el cártel de Los Zetas en 2011 y detonada por una operación fallida de la DEA.
En 2023 su novela Temporada de Huracanes se adaptó al cine bajo la dirección de Elisa Miller.